# Ilya (группа)
Ilya — дуэт из Бристоля (Англия), состоящий из Джоанны Суон и Ника Пуллина.
Группа выпустила свой дебютный альбом, хорошо принятый критиками, They Died For Beauty в 2004 году. За ним в 2006 году последовал Somerset. После разрыва с Virgin Records дуэт самостоятельно записывает большую часть своей музыкой в своей домашней студии недалеко от Бристоля.
Ilya часто сравнивают с Zero 7 и другими даунтемпо группами, в то же время группу рассматривают в качестве продолжателей жанра трип-хоп, возникшего в Бристоле в 1990-х годах. Если их первый альбом, вероятно, лучше описывается стилем даунтемпо, то музыкальное направление второго и последующих альбомов постоянно менялось.

## Дискография

### Студийные альбомы
- 2003 They Died For Beauty (Virgin Records)
- 2006 Somerset (Universal Records)
- 2007 Hootchi Cootchi (Chrysalis Music) (выпущен под именем Jo Swan)
- 2009 Carving Heads On Cherry Stones (Chrysalis Music)
- 2010 Songs From the 90’s (A Retrospective Of Previously Unreleased Recordings) (Ilya Sounds) (выпущен под именем Jo Swan)
- 2012 Fathoms Deep
- 2014 Blind as Hope
- 2016 Gospel (Ilya Sounds)

### Синглы/EP
- 2003 The Revelation EP (Virgin Records)
- 2004 Bellissimo (Virgin Records)
- 2004 Bliss (Virgin Records)
- 2004 Soleil Soleil (Virgin Records)
- 2010 All Around My Heart (Ilya Sounds)
- 2015 Kaleidoscopes (Ilya Sounds)